# Университет Париж IV Сорбонна
Университет Париж IV Сорбонна — французский государственный гуманитарный университет. Частично университет расположен в историческом здании Сорбонны, но также имеет филиалы в 6-м, 7-м и 8-м муниципальном округе Парижа. Университет Париж IV — Сорбонна, как и остальные 12 парижских университетов, основан в 1970 году вследствие реформы университетов после майских событий 1968 года.

## Структура
Университет состоит из 16 факультетов, а также включает Институт прикладных гуманитарных наук, Институт исследований современных западных цивилизаций, Высшую школу журналистики и коммуникаций и Педагогический институт при Университете Париж IV.
Факультеты:
- Факультет французской литературы
- Факультет французского языка
- Факультет латинского языка
- Факультет греческого языка
- Факультет философии и социологии
- Факультет истории
- Факультет истории искусств и археологии
- Факультет географии
- Факультет английского языка
- Факультет германских языков и цивилизаций
- Факультет иберийской и латино-американской цивилизаций
- Факультет итальянского и румынского языков
- Факультет славянских языков и цивилизаций
- Факультет арабских и еврейских цивилизаций
- Факультет музыки